# Arthur König (Physiker)

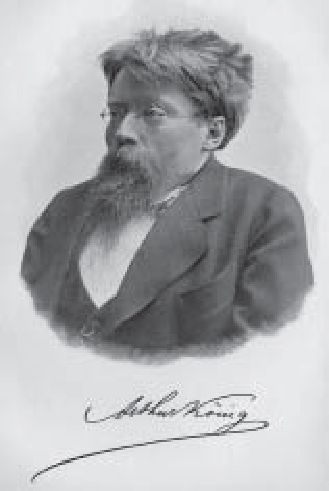
Arthur Peter König

Arthur Peter König (* 13. September 1856 in Krefeld; † 26. Oktober 1901 in Berlin) war ein deutscher Physiker, der für Arbeiten zur physiologischen Optik bekannt war.
König war von Geburt an durch eine Kyphose behindert, die auch zu seinem frühen Tod führte. Er studierte Physik an der Universität Bonn, der Universität Heidelberg und ab 1879 an der Humboldt-Universität Berlin, wo er 1879 Assistent von Hermann von Helmholtz wurde und 1882 promoviert wurde. Ab 1883 widmete er sich der physiologischen Optik. 1890 wurde er Direktor der Physik-Abteilung des Physiologischen Instituts der Universität Berlin.
Er war seit 1890 mit Laura Köttgen (* 1864) verheiratet, mit der er den Sohn Arthur König (1896–1969) hatte, der Astronom wurde. Dieser war lange Jahre Leiter der Astronomie-Abteilung bei Carl Zeiss in Jena, nach dem Zweiten Weltkrieg Observator an der Landessternwarte Heidelberg und zuletzt Honorarprofessor in Mainz.
König leistete fundamentale Beiträge zur physiologischen Optik. Er bestimmte mit Conrad Dieterici die spektrale Empfindlichkeit von Stäbchen und Zapfen bei der Farbwahrnehmung. Sie präzisierten die damals zum Beispiel von Helmholtz und James Clerk Maxwell untersuchte Dreifarbentheorie der Farbwahrnehmung. König und Dieterici führten Dichromaten bei der Farbenblindheit experimentell auf das Fehlen einer Zapfensorte zurück.
1889 wurde er Herausgeber der Verhandlungen der Deutschen Physikalischen Gesellschaft. Ab 1891 war er mit Hermann Ebbinghaus Herausgeber der Zeitschrift der Psychologie und Physiologie der Sinnesorgane. 1896 gab er die zweite Auflage des Handbuchs der Physiologischen Optik von Helmholtz nach dessen Tod heraus.